# Чилеанска ратна морнарица
Чилеанска ратна морнарица (шп. Armada de Chile) је главна поморска компонента оружаних снага те државе.
Бројно стање Чилеанске ратне морнарице је 25.000 лица, док је у служби морнарице скоро 150 бродова. Чилеанска ратна морнарица је основан 1818. године. Мото је Vencer o Morir.

## Галерија
- Застава Чилеа
- Naval Jack
- Симболи
- Грб Чилеанска ратна морнарица